# Slaget om bönfältet
Slaget om bönfältet inträffade då 1300 poliser stoppade ca 600 deltagare i en fredlig konvoj från att sätta upp den fjortonde Stonehenges öppna festival i Wiltshire. 
Den föregående natten hade de varit i Savernake Forest, och de begav sig av en het, solig morgon 1 juni 1985. Det var mellan 80 och 120 fordon, de flesta bussar eller skåpbilar som gjorts om så att det gick att bo i dem. 
Polisen satte upp en vägspärr omkring 8 kilometer från Stonehenge, vilket ledde till att konvojen körde ut på ett fält för att komma runt den. Detta var inte bönfältet, utan ett annat fält med en liten backe ned mot bönfältet. Polisen tvingade sedan konvojen att stanna på fältet för att hindra att de skulle fortsätta sin väg mot Stonehenge. Det gjordes förhandlingsförsök mellan polisen och konvojen under de kommande timmarna. Polischefen i Wiltshire hördes säga på radio att alla konvojens medlemmar skulle arresteras, och det fanns ingen möjlighet för någon av dem att frivilligt få lämna platsen. Detta var för att han var övertygad om att konvojen hade för avsikt att tränga in i det område kring Stonehenge som avstängts för besökare. Det enda polisen var beredda att diskutera var möjligheten om att personerna skulle ge upp så skulle de få ett fredligt bemötande vid arrestereringen (detta är en rätt ovanlig policy eftersom de flesta av de arresterade skulle ha släppts utan åtal). 
Det var ett stillestånd i omkring åtta timmar mellan kl. 11.00 på förmiddagen till kl 19.10. Vid den tidpunkten utbröt våldsamheter i vilka en av konvojmedlemmarna utsattes för huvudskador. En ambulans tilläts ta honom till sjukhus. En polishelikopter började cirkla över området, men då konvojmedlemmarna bländade piloten med speglar, blev det för riskfyllt att fortsätta och helikoptern gav sig snabbt av.  
Efter fortsatta mindre attacker mot polisen, invaderades fältet. Konvojen hade fått reda på vad som var på gång några minuter tidigare och försökte fly i sina fordon över det närliggande bönfältet. Men det var svårt att köra i den terrängen så de stoppades snabbt av poliser till fots. De flesta i konvojen arresterades utom ett halvdussin som satt fast i fordon som gått sönder.